# Аргентис, Филиппос
Филиппос Панделис Аргентис (греч.  Φίλιππος Παντελής Αργέντης; 1 мая 1891 Марсель; 14 апреля 1974 Лондон) — греческий адвокат, дипломат и историк XX века.

## Происхождение

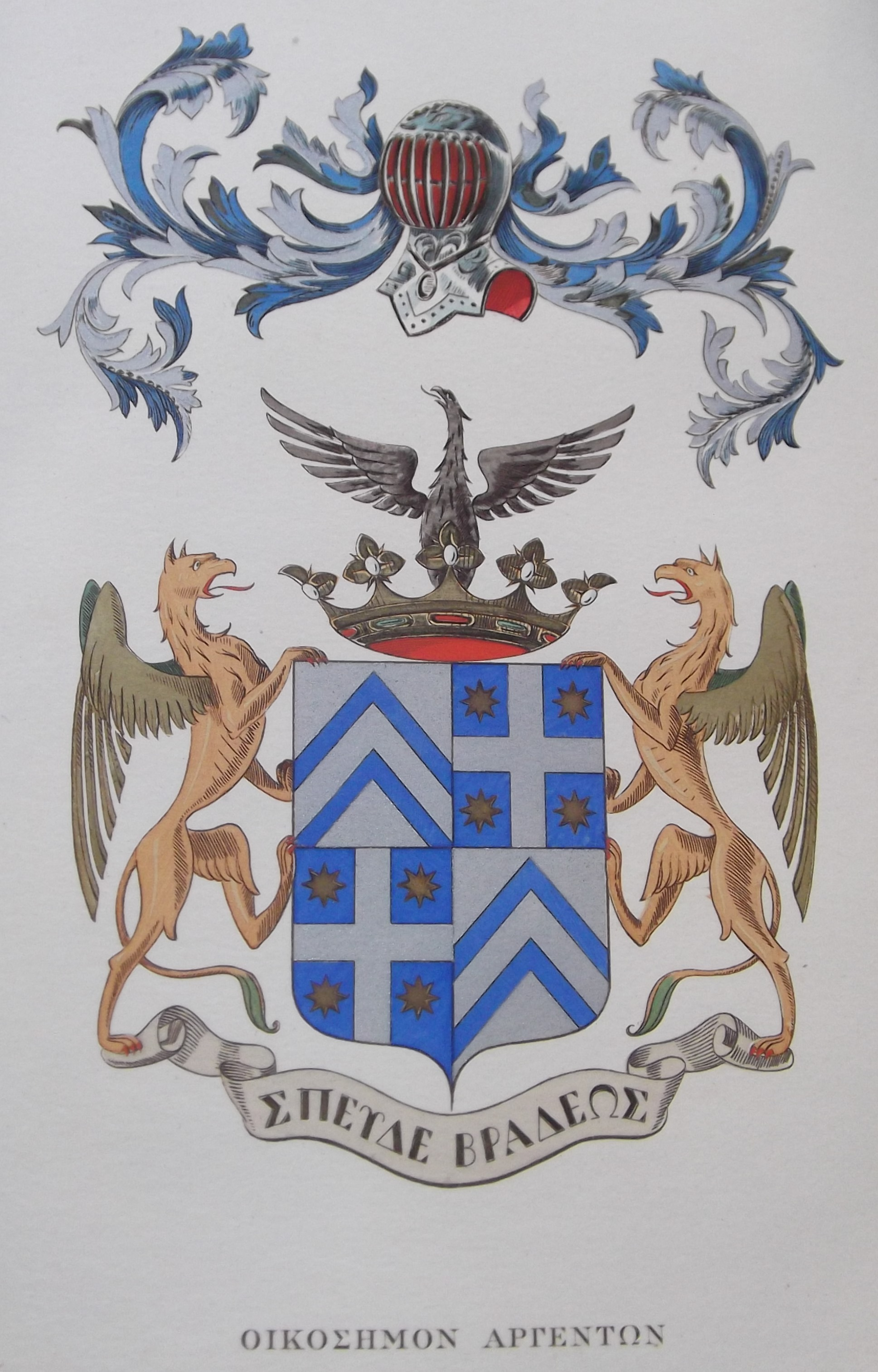
Герб семьи Аргентисов из Хиоса

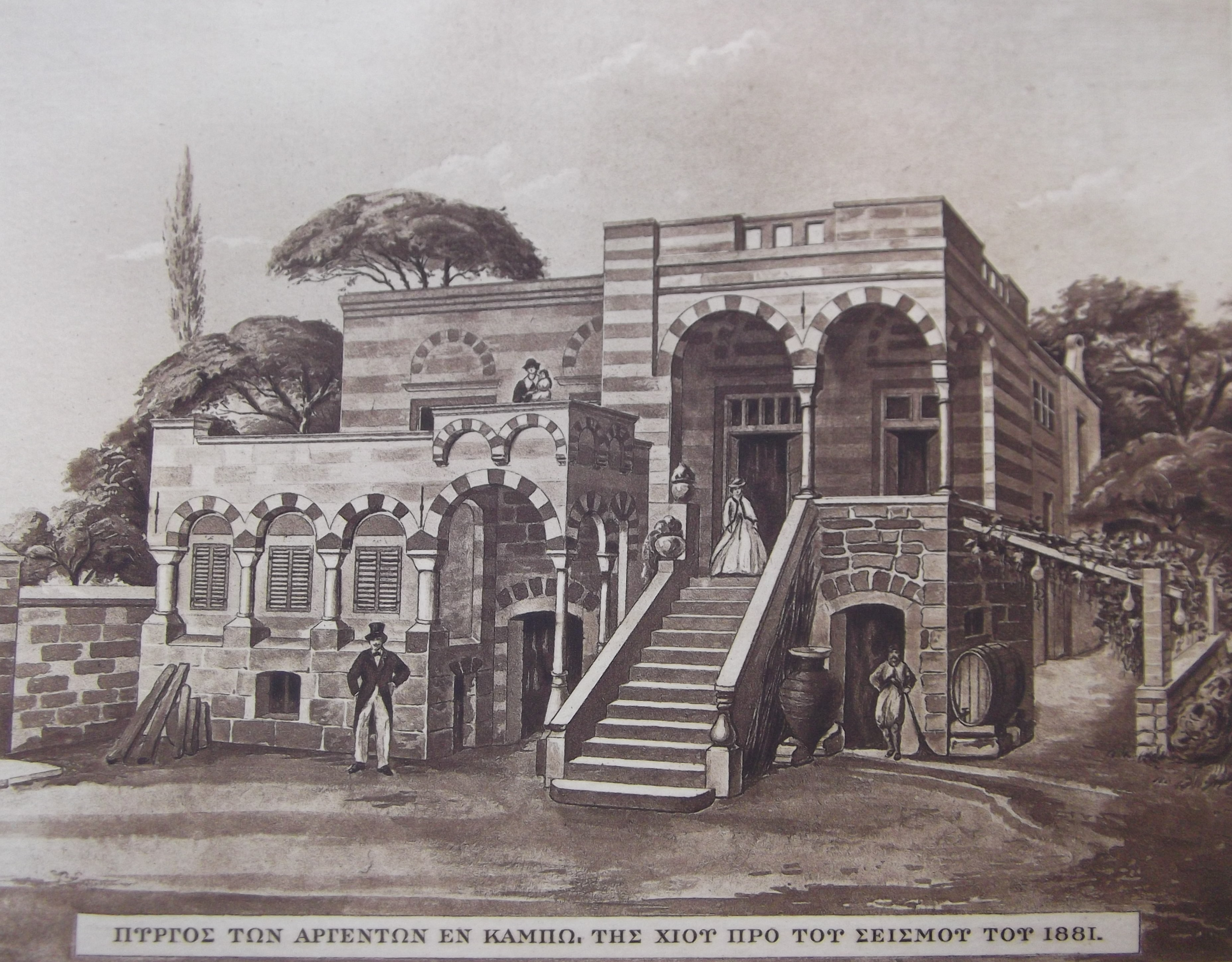
Пиргос (родовая башня) семьи Аргентисов в пригороде Кампос Хиоса, до землетрясения 1881 года

Филипп Аргентис происходит из старинного дворянского рода Ардженти. Сами родоначальники рода происходили из маленького итальянского городка Ariento недалеко от Генуи.
Первым документально упоминаемым в истории рода является Лоренцо Ардженти, который после своего участия в Первом крестовом походе (1096—1099), поселился в Константинополе
Непрерывное проживание семьи Аргентисов на Хиосе до 1511 года и её связь с Лоренцо Ардженти ещё не доказаны.
Семья была одной из первых и старейших на Хиосе, запросивших членство в византийском Архонтате (дворянстве).
В период турецкой оккупации, в 1822 году, во время Хиосской резни, греческая знать была взята в заложники. 6 мая 1822 года, на площади Вунаки, все заложники были повешены. В их числе был прапрадед Филиппа Аргентиса, Леонидас Аргентис (1743—1822). Семье удалось счастливо избежать турецкой резни и покинуть остров, а затем перебраться в Западную Европу и поселиться в Лондоне.

## Биография
Филипп Аргентис родился в Марселе в 1891 году. Филипп был четвёртым из пяти детей Панделиса Аргентиса (Лондон 1853 — Лондон 1911) и Фани Скилици (Лондон 1854 — Лондон 1926). Аргентис получил юридическое образование в Англии в Winchester College (1906—1910) и Крайст-Чёрче Оксфордского университета (1910—1912) и в Афинском университете.
В годы Первой мировой войны он воевал добровольцем в 3-м греческом кавалерийском полку, а затем принял участие в Малоазийском походе (1919—1922) греческой армии. Его первой профессиональной работой в 1922 году стала адвокатская работа Барристера в Афинах. В 1923 году он поступил на греческую дипломатическую службу. В годы Второй мировой войны он был советником греческих посольств при эмиграционных правительствах Польши, Бельгии и Люксембург. В последние годы своей жизни он был культурным атташе при посольстве Греции в Лондоне.

## Аргентис как историк
Филипп Аргентис является одним из наиболее важных историков, занявшихся историей острова Хиос. Он опубликовал ряд монографий и первоисточников по истории острова. Его работы характеризуются богатством представленных материалов. Исторические материалы османского периода в целом по Греции были ограничены. Многие материалы до османской оккупации пропали или были разрушены. Аргентис решил собрать материалы (дипломатическая переписка, отчёты путешествий и т.д) в доступных зарубежных архивах.
Аргентис также написал историю своей семьи, Дома Аргентисов на Хиосе.
Его библиография по Хиосу (1933) это монументальная работа, которая до сих пор не получила продолжение. Он способствовал во многом сохранению культурного наследия Хиоса. В дополнение к своей собственной научной работе, он редактировал несколько рукописей других авторов
Кроме того, Аргентис оказал содействие британскому археологу Sinclair Hood в раскопках в Эмпорио и Агио Гала.

## Музей Аргентиса

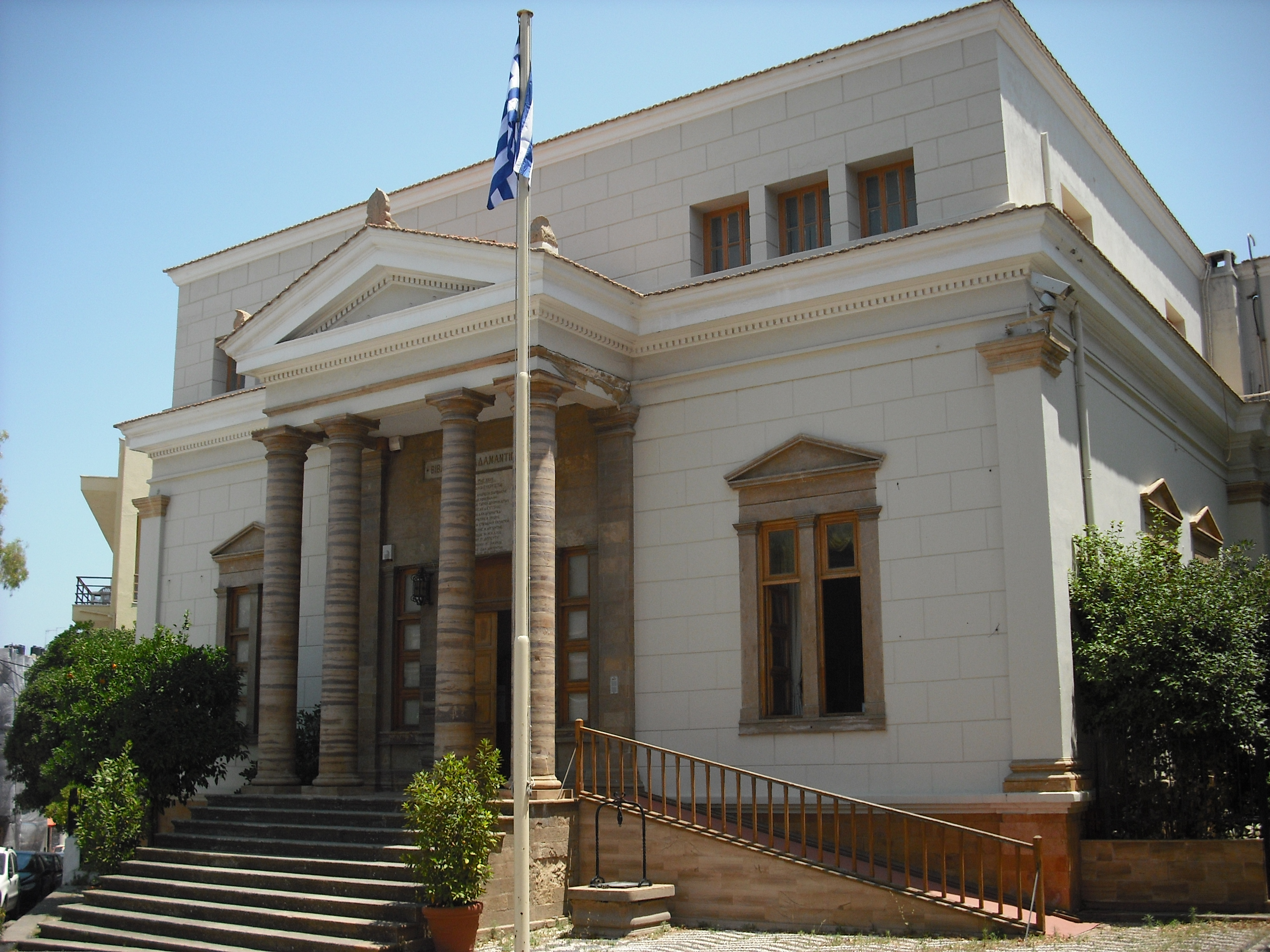
Библиотека Кораиса на Хиосе

В 1932 году он основал «Общество Аргентиса», с тем чтобы сохранить исторические и фольклорные коллекции, которые находились в одной из комнат гимназии Хиоса (сегодня Библиотека Кораиса.
Фонд Аргентиса расширил коллекцию. Позже он добавил несколько залов, для размещения своих книг, своей коллекции исторических картин и гравюр, своей фольклорной коллекции. Эти новые залы были открыты в 1962 году, к пятидесятилетию освобождения острова, и сегодня образуют «Музей Филиппа Аргентиса».
Музей в настоящее время состоит из двух частей: Фольклорный музей и Художественная галерея, в то время как его книги включены в собрание Библиотеки Кораиса.
В честь Филиппа Аргентиса названа улица Хиоса, выходящая к Библиотеке Кораиса.

## Семья
Аргентис женился 20 февраля 1930 года в лондонском православном храме Святой Софии на Александре Элене Скилици (1904—1988) также из знатной хиосской семьи. У четы было 3 детей: 1. Фанни Сибила Аргенти (1931—1984); 2. Георгина Юлия Сюзан Аргенти, родилась в Лондоне в 1939 году 3. Панделис Пол Лоренцо Стефен Аргентис, родился в 1943 году в Лондоне.

## Награды
За заслуги перед Хиосом Аргентис был награждён несколько раз: в 1920 и в 1953 годах он был награждён свидетельством почётного гражданина Хиоса. В 1928 году он был награждён орденом монашеского братства Афона. Афинская академия в 1938 году наградила Аргентиса серебряной медалью за его научные работы и в 1947 году сделала его членом-корреспондентом Академии. Он также получил несколько военных наград за участие в боях греческой армии.

## Работы
- История Хиосского дома Аргентисов (1922: Historia tou chiakou oikou Argente En Athenais: P. D. Sakellarios. 371 S).
- Хиосская резня (1932: The Massacres of Chios: Described in Contemporary Diplomatic Reports. London: John Lane, The Bodley Head Ltd.)
- Экспедиция полковника Фавье на Хиос (1933: The Expedition of Colonel Fabvier to Chios: Described in Contemporary Diplomatic Reports. Edited with an introduction by Philip Argenti. London: John Lane, The Bodley Head Ltd).
- Освобождение Хиоса (1933: Chius Liberata, or the Occupation of Chios by the Greeks in 1912, as Described in Contemporary Documents and Chios During the Great War. Edited with an Introduction by Philip P. Argenti. London: John Lane, The Bodley Head Ltd).
- Экспедиция флорентийцев на Хиос (1934: The Expedition of the Florentines to Chios (1599): Described in Contemporary Diplomatic Reports and Military Dispatches. London: John Lane, The Bodley Head Ltd).
- Оккупация Хиоса венецианцами (1935: The Occupation of Chios by the Venetians (1694): Described in Contemporary Diplomatic Reports and Official Dispatches. Edited with an Introduction by Philip P. Argenti. London: John Lane, The Bodley Head Ltd).
- Поэтическое повествование основных мифологических и исторических эпизодов острова Хиоса с древнейших времён до наших дней (1937: Mankanas (Mankana), Skarlatos N., Χιας, ητοι Εμμετρος αφηγησις των κυριωτερων μυθολογικων και ιστορικων επεισοδιων της νησου Χιου απο των αρχαιοτατων αυτης χρονων μεχρι των καθ’ ημας ημερων. Ποιημα επικον … Εκδοθεν επιμελεια Φιλιππου Π. Αργεντη. Αθηνησιν: Typois Pyrsou. pp. ιστ. 170).
- История острова Хиос с древнейших времён до 1700 года н. э. (1937: Historia tēs nēsu Chiu: apo tōn archaiotatōn chronōn mechri tu 1700 M. Ch. P. Argenti. Athen: Pyrsos.
- Библиография Хиоса (1940: Bibliography of Chios: From Classical Times to 1936. Oxford: Clarendon Press).
- 1941: Chius Vincta or the Occupation of Chios by the Turks (1566) and Their Administration of the Island (1566—1912): Described in Contemporary Diplomatic Reports and Official Dispatches. Edited with an Introduction by Philip P. Argenti. Cambridge: Cambridge University Press.
- 1943: Hieronimo Giustiniani’s History of Chios. Edited, with an introduction by Philip P. Argenti. Cambridge: Cambridge University Press.
- 1946: (написана вместе с) Stilpon P. Kyriakidis: Ē Chios para tus geōgraphus kai periēgētais. . 3 Bde. Athen: Estia.
- 1949- написан вместе с Herbert Jennings Rose: The Folklore of Chios. 2 Bde. Cambridge: Cambridge University Press.
- 1953: The Costumes of Chios: Their Development from the XVth to the XXth Century. London: B.T. Batsford Ltd., 4 Fitzhardinge Street, Portman Square London, W.I.XVI. 338 pp., 111 plates.
- 1954: Diplomatic Archive of Chios, 1577—1841. 2 Bde. Cambridge: Cambridge University Press.
- Золотая книга дворянства Хиоса (1955a, b: Libro d’Oro de la Noblesse de Chio. 2 Bde. Bd. 1: Notices Historiques. Bd. 2: Arbres Généalogiques. Oxford: Oxford University Press. (Bd. 1 Argenti — Argentes, S. 51-56. Bd. 2: Stammtafel, S. 9-15).
- 1958a, b, c: The Occupation of Chios by the Genoese and Their Administration of the Island 1346—1566: Described in Contemporary Documents and Official Dispatches. With a Preface by Sir Steven Runciman. 3 Bde. Bd. I: Text. Bd. II: Codex and Documents. Bd. III: Notarial Deeds. Cambridge: Cambridge University Press.
- 1962: Smith, Arnold C.: The Architecture of Chios: Subsidiary Buildings, Implements and Crafts. Edited by Philip Argenti. London: Tison. VIII, 171, 226 S.
- 1966: The Occupation of Chios by the Germans and their Administration of the Island: Described in Contemporary Documents. Cambridge: Cambridge University Press.
- 1970: The Religious Minorities of Chios: Jews and Roman Catholics. Cambridge: Cambridge University Press. 581 S.
- 1979: The Mahona of the Giustiniani. Byzantinische Forschungen Jg. 6, S. 1-35.